# Anomis melanosema
Anomis melanosema är en fjärilsart som beskrevs av Emilio Berio 1956. Anomis melanosema ingår i släktet Anomis och familjen nattflyn. Inga underarter finns listade i Catalogue of Life.